# Zona Nordeste de São Paulo
La Región Nordeste de São Paulo (en portugués Região Nordeste de São Paulo) es una región administrativa establecida por el gobierno municipal de la ciudad de São Paulo, abarcando las subprefecturas de Santana, Casa Verde, Tremembé y Vila Maria. De acuerdo con el censo de 2000, tiene una población de 1.359.862 habitantes y la renta media por habitante es de R$ 1.258,53.